# الدواسية
مركز الدواسية هو مركزٌ إداري تابعٌ لمحافظة السليل في منطقة الرياض ، وتصنف من فئة (ب) ورمزها 1375.